# Tropisme
Pour l’article ayant un titre homophone, voir Tropismes.
Un tropisme (du grec τρόπος, tournement) est la tendance d'un organisme (notamment une plante) à croître régulièrement dans une certaine direction, par exemple vers la lumière.

## Biologie

### Virologie
Le tropisme d'un virus est l'ensemble des « cellules cibles », cellules sensibles et permissives à l'infection par ce virus. 
Un changement de tropisme viral est une composante de l'adaptation et d'évolution du virus. D'un événement de changement de tropisme, peut résulter l'émergence de nouvelles maladies et/ou de nouvelles expressions. Le changement de tropisme chez un virus est fortement lié à son mode de réplication ; le processus de réplication viral permet l'insertion de nombreuses mutations aléatoires dans le génome. Ces mutations ont pour conséquence de créer une grande diversité génétique au sein de la population virale, donnant la possibilité aux virus de répondre aux exigences sélectives de nouveaux environnements.

### Biochimie
Lorsqu'il s'agit d'une molécule ou d'un médicament, le tropisme est le ou les organes dans lequel/lesquels la molécule/médicament a tendance à se fixer ou être accumulé.
Le tropisme est une spécificité d'un virus.

### Botanique
En physiologie végétale, un tropisme est une réaction surprenante des organes d'une plante (racines, tiges, feuilles, fleurs, etc.) à une anisotropie du biotope.
La lumière et la gravité sont les deux principaux facteurs du milieu respectivement responsables des phototropismes ou héliotropisme et des gravitropismes (aussi appelés géotropismes). Le chémotactisme en est une autre forme.
Chez les végétaux, les tropismes peuvent apparaître comme des mouvements de la plante (dans les films en accéléré) mais ils correspondent en fait au résultat d'une croissance inégale des deux côtés de l'organe, ce qui entraîne une courbure de celui-ci.
On les distingue des tactismes qui sont des déplacements orientés et des nasties qui sont des déformations d'organes non liées à des différences de croissance mais au fonctionnement de structures de sustentations.

### Éthologie
Dans l'ouvrage de Buytendijk, Psychologie des animaux (Payot, 1928), un chapitre sur le tropisme. Butendijk prend notamment comme exemple l’attirance des insectes pour la lumière. Dans ce même chapitre, Butendijk mentionne J. Loeb comme le principal fait à étendre le tropisme au comportement animal. D’après Loeb, « ces tropismes détermineraient obligatoirement, les mouvements des plantes et des animaux, non seulement des espèces animales les plus inférieures, mais encore des plus élevées de la série zoologique, même de l’homme » .

## Littérature
Le terme est passé dans l'usage littéraire en parlant d'une force obscure, inconsciente qui pousse à agir d'une certaine façon (1914, André Gide).
Nathalie Sarraute utilise le terme tropismes pour décrire un sentiment fugace, bref, intense mais inexpliqué. Une description précise de ce qu'elle entend par l'emploi de ce terme se trouve dans la préface à L'Ère du soupçon, mais elle figure dans d'autres éléments de son œuvre, comme dans Enfance (la scène du Luxembourg) où elle fait part au lecteur d'une décomposition de mouvements imperceptibles et inexplicables pour mieux en rendre compte aux autres, ou, bien sûr, dans Tropismes (1939), avec l'idée de « réaction psychologique élémentaire peu exprimable ».
À l'imitation d'un terme proposé en allemand par J. Loeb et attesté en anglais depuis 1899, est la substantivation (1887) de l'élément -tropisme que l'on rencontre dans des mots existant antérieurement (héliotropisme, phototropisme, géotropisme) et tiré du grec tropos « tour, direction » (trope).